# Constantino Brumidi

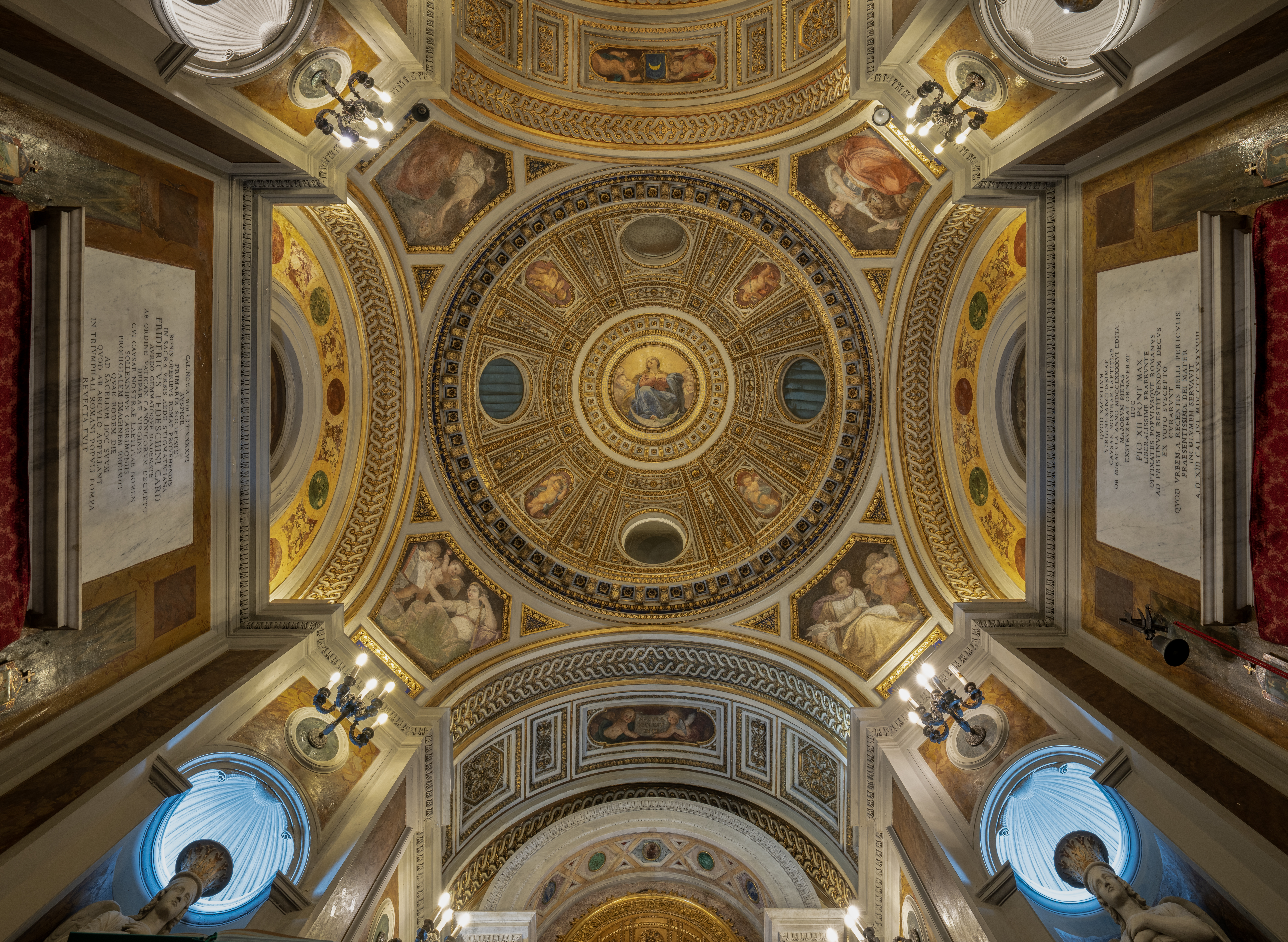

Constantino Brumidi (Rome, 25 juillet 1805 - Washington, 19 février 1880), est un peintre historique italo/grec-américain, surtout connu et honoré pour ses fresques du Capitole des États-Unis d’Amérique.

## Biographie
Il est grec par son père Stavro Broumidi, originaire de Filiatra en Grèce méridionale, et italien par sa mère, de Rome.
Très jeune, il montre son talent pour les fresques et peint dans plusieurs palais romains, dont celui du prince Torlonia et sous Grégoire XVI, il travaille pendant trois années au Vatican.
À Rome, il est l'élève de Tommaso Minardi, cofondateur du purisme italien.
Il émigre aux États-Unis après l'occupation de Rome par les troupes françaises en 1849 et est naturalisé en 1852. Il vit alors à New-York et peint de nombreux portraits.
Il peint pour l'église Saint-Étienne (St. Stephen) une fresque de la Crucifixion, un Martyre de saint Étienne et une Assomption de la Vierge.
Son premier travail au Capitole consiste en des travaux dans la salle de réunion de la Maison du Comité de l'Agriculture, pour lesquels il reçoit huit dollars par jour.
Plus tard, devenu peintre du gouvernement, il peint la rotonde du Capitole et insère L'Apothéose de George Washington dans le dôme, avec d'autres allégories et des scènes de l'histoire américaine, travaux qu'il ne finira pas avant sa mort, mais il aura décoré plusieurs autres endroits du bâtiment, des halls au Sénat et au Capitole, connus maintenant sous le nom de « corridors Brumidi ».

## Œuvres
- La Sainte Trinité, cathédrale de Mexico
- La Crucifixion, Le Martyre de saint Étienne et L'Assomption de la Vierge, St. Stephen's Church, New York
- La Crucifixion, église des Saints-Innocents de New York
- Saint Pierre et Saint Paul, cathédrale Saints-Pierre-et-Paul de Philadelphie, en Pennsylvanie

## Sources
- (en) Cet article est partiellement ou en totalité issu de l’article de Wikipédia en anglais intitulé « Constantino Brumidi » (voir la liste des auteurs).